# Salomon Ier d'Iméréthie
Salomon Ier d’Iméréthie (en géorgien : სოლომონ I ; 1735- 23 avril 1784) est un roi d'Iméréthie de la dynastie des Bagration ayant régné de 1752 à 1784.

## Biographie
Salomon est le fils aîné et héritier du roi Alexandre V d'Iméréthie et de sa seconde épouse Thamar Abschidzé.
À son avènement, la situation du royaume d’Iméréthie est particulièrement difficile du fait des usurpations, des séditions et des invasions étrangères qui ont marqué la première moitié du siècle. Salomon Ier parvient cependant à rétablir pendant son règne un pouvoir fort et à étendre son autorité sur la Géorgie occidentale, malgré les puissants féodaux dont son propre grand-père maternel, Levan Abaschidzé, prince de Sabachidzo, qui n’hésitent pas à entrer en rébellion ouverte contre la monarchie.
Immédiatement après son avènement, Salomon doit faire face à l’hostilité du puissant Rostom Ier, « eristavi » de Racha (1752-1769), et il abandonne sa capitale pour se réfugier à Akhaltsikhé, dans le Samtskhé, pendant un an. Il ne retrouve son trône qu’avec l’appui des Ottomans.
Le nouveau roi s’allie ensuite au prince de Katsia, le Dadiani de Mingrélie de 1744 à 1788, dont il épouse la sœur Mariam, et s’appuie sur la petite noblesse pour contrer les grands féodaux.
Salomon Ier décide alors d’interdire la traite des esclaves, qui ruinait le pays en le dépeuplant depuis une centaine d’années, s’attirant ainsi l’inimitié des Ottomans qui en sont les principaux bénéficiaires. Le prince Levan Abaschidzé se retire à son tour à Akhaltsikhé et revient à la tête d’une armée ottomane ; il s’allie à Rostom Ier du Ratcha et ils attaquent le roi. Salomon Ier remporte une grande victoire le 14 décembre 1757 à Khressili, tuant de sa main le pacha d’Akhaltsikhé. Levan Abschidzé périt également dans le combat et son fils Gédéon est aveuglé.
L’année suivante, il négocie une entente militaire avec les rois Teimouraz de Karthli et Héraclius II de Kakhétie, qui  prévoit un appui mutuel tant dans le domaine extérieur qu’intérieur. En décembre 1759, il patronne une réforme de l’Église orthodoxe de Géorgie occidentale et favorise la nomination de son frère cadet Joseph Ier comme Catholicos d’Abkhazie (1761-1776).
Au cours des années 1760-1763, le roi d’Iméréthie repousse plusieurs expéditions ottomanes. En représailles, en 1765, le gouvernement ottoman envoie le nouveau pacha d’Akhaltsikhé, Hadji Mehmet, envahir l’Iméréthie. Toujours alliés à Rostom Ier de Racha, les Ottomans défont le roi Salomon, qui est exclu du trône et remplacé par son cousin Teimouraz Ier, soutenu par les princes de Mingrélieet de Gourie. Teimouraz s’empresse de rétablir la traite des esclaves.
Trois ans plus tard, à la veille de la guerre russo-turque de 1768-1774, les Ottomans, craignant à juste titre une alliance entre les Russes et Salomon Ier, acceptent de le rétablir dans ses droits mais occupent les places fortes de son royaume. Teimouraz Ier est enfermé dans la prison de Moukhouri, où il meurt.
Après avoir remporté une victoire sur les Ottomans à Chkhari en 1768, Salomon Ier capture son principal rival l’Eristavi Rostom Ier de Racha avec ses fils. Il leur crève les yeux et abolit le duché (saeristavo) du Racha.
Pendant la guerre russo-turque de 1768-1774, Salomon Ier, qui dispose d’une armée de 20 000 hommes,  propose son appui militaire à la Russie contre les Ottomans. Avec l’appui de ses alliés, il s’empare de plusieurs forteresses dont Chorapani, Baghdadi et sa capitale Koutaïssi en août 1770 ; il défait le prince de Gourie, qui a opté pour l’alliance ottomane. En janvier 1774, Salomon  inflige une nouvelle déroute à une armée ottomane de 4 000 hommes sur les rives de la rivière Chkherimela. Bien que Salomon Ier ait demandé explicitement à bénéficier du protectorat de Catherine II de Russie, le traité de Kutchuk-Kaïnardji, signé le 21 juillet 1774 entre les Russes et les Ottomans, consacre la suzeraineté de l’Empire ottoman sur la Géorgie occidentale, qui est toutefois exemptée de tribut.
Au cours de la décennie 1770, Salomon a étendu son contrôle sur une grande partie de la Géorgie occidentale et mis à profit son autorité pour réaliser de nombreuses réformes dans son royaume, en mécontentant parfois la noblesse ; de ce fait, en 1778, il doit faire face à une tentative d’usurpation menée par son propre fils et héritier, le prince Alexandre.
Les deux années suivantes, il repousse une nouvelle fois les Ottomans qui sont vaincus à la bataille de Roukhi en 1780. Entre 1781 et 1784, il combat en Gourie, sans résultat, mais meurt avant la fin  de la campagne. Sa disparition l’empêche par ailleurs de suivre la politique de rapprochement avec la Russie de son voisin Héraclius II de Géorgie.
Salomon Ier désigne avant de mourir comme héritier son neveu David, le fils de son frère Artchil, qui devient roi sous le nom de Salomon II.

## Famille et descendance
Le roi Salomon Ier a eu trois épouses :
1. Tinatin Chervachidzé ;
2. Marie, fille d’Otia Ier de Mingrélie, dont :
  - Alexandre (1750-1780), prince héritier ;
  - Daria, née en (1756-1827), épouse de Kai Khosrov, prince Abaschidzé, anti-roi d’Iméréthie en 1784 ;
  - Marie, née en (1769-1845), épouse d’Elizbar de Ksani ;
  - Vakhtang II, mort vers 1831, prétendant au trône d’Iméréthie en 1815 ;
  - Tariel, mort vers 1831 ;
3. Goulkan (1730, morte vers 1800), fille du prince Tsouloukidzé.

## Sources
- Alexandre Manvelichvili, Histoire de la Géorgie, Paris, Nouvelles Éditions de la Toison d'Or, 1951, 476 p., p. 324-331.
- Nodar Assatiani et Alexandre Bendianachvili, Histoire de la Géorgie, Paris, l'Harmattan, 1997, 335 p. [détail des éditions] (ISBN 2-7384-6186-7, présentation en ligne), p. 219-229.
- Cyrille Toumanoff, Les dynasties de la Caucasie chrétienne de l'Antiquité jusqu'au XIXe siècle : Tables généalogiques et chronologiques, Rome, 1990, p. 184-185 et 531.